# Саллі Бенсон
Саллі Бенсон (до шлюбу Сміт; 3 вересня 1897 Сент-Луїс, Міссурі, США — 19 липень 1972, Вудленд-Хіллз, Каліфорнія, США)-американська письменниця і сценаристка, найбільш відома напівавтобіографічними історіями зі збірки «Молодша міс» (1941) і романом «Зустрінь мене в Сент-Луїсі» (1942). Номінантка премії «Оскар» (1947) в номінації «Кращий адаптований сценарій» за фільм «Анна і король Сіаму» (1946).

## Життєпис
Народилася в Сент-Луїсі, ставши наймолодшою з п'яти дітей Алонзо Редуея і Анни Профейтер Сміт. Вона відвідувала Інститут Мері, поки не переїхала з сім'єю в Нью-Йорк. Відвідувала школу Горація Манна, вчилася танцювати, а потім почала працювати, коли їй було 17.
25 січня 1919 року, за іншими даними в 19 років (1916 або 1917 рік), одружилася з Рейнольдсом Бенсоном. Народила дочку Барбару. Пізніше подружжя розлучилося, хоча за іншими даними, залишалися одружені до смерті чоловіка 25 квітня 1969 року.
Померла в Вудленд-Хіллз, Лос-Анджелес, Каліфорнія, у віці 74-х років.

## Кар'єра
Саллі Бенсон почала кар'єру з написання щотижневих статей для інтерв'ю та оглядів фільмів для New York Morning Telegraph. Між 1929 і 1941 роками вона опублікувала 99 історій в The New Yorker, в тому числі 9, підписаних її псевдонімом Естер Евартс.
Її оповідання «Шинель» і «Сюїта 2049» були обрані лауреатами Премії О. Генрі за 1935 і 1936 роки. Її збірка «Люди чарівні» (Covici Friede, 1936) включає майже всі історії, які Бенсон опублікувала в The New Yorker, а також чотири з The American Mercury. За ним послідував ще один збірник, «Емілі» (Covici Friede, 1938). «Розповіді про богів і героїв» (Dial Press, 1940) були юнацькою фантастикою, адаптованої з «Басневой епохи» Томаса Булфінча. «Спочатку жінки і діти» — це збірка, видана Random House в 1943 році.

### «Молодша міс»
Збірка «Молодша міс» була опублікована Doubleday в 1941 році. Ця збірка її оповідань з The New Yorker була адаптована Джеромом Ходорові і Джозефом Філдсом в успішну п'єсу в тому ж році. Поставлена Моссом Гартом, «Молодша міс» ішла на Бродвеї з 1941 по 1943 рік. У 1945 році п'єса була адаптована до фільму «Молодша міс» Джорджем Сітон c Пеггі Енн Гарнер в головній ролі. Радіосеріал «Молодша міс» з Барбарою Вайтінг у головній ролі щотижня транслювався на каналі CBS в 1949 році.

### «Зустрінь мене в Сент-Луїсі»
Фільм MGM «Зустрінь мене в Сент-Луїсі» (1944) став одним з найпопулярніших фільмів, знятих під час Другої світової війни. Розповіді в книзі Бенсон «Зустрінь мене в Сент-Луїсі» були вперше написані у вигляді коротких віньєток в серії «5135 Кенсінгтон», яку The New Yorker публікував з 14 червня 1941 року по 23 травня 1942 року. Бенсон взяла свої оригінальні вісім віньєток і додала ще чотири історії для компіляції книги, кожна глава являє місяць року (з 1903 по 1904 рік). Коли книга була опублікована в 1942 році видавництвом Random House під назвою «Зустрінь мене в Сент-Луїсі», вона була названа в честь фільму MGM, а потім на самих ранніх етапах написання сценаріїв. В MGM Бенсон написала попередній варіант сценарію, але він не використовувався.

### Кіносценарії
Серед її інших робіт на екрані «Тінь сумніву» (1943) Альфреда Гічкока, «Приходь до стайні» (1949), «Літня магія» (1963), «Хай живе Лас-Вегас!» (1964) і «Співоча черниця» (1966). Її сценарій для «Анни і короля Сіаму» (1946) був номінований на премію «Оскар».
Серед її робіт на телебаченні — епізоди «Автобусної зупинки» (1961).
Хоча вона була номінована кілька разів, вона не включена на Алею слави Сент-Луїса.